# Ramsés Augusto Reyes Colmenares
Ramsés Augusto Reyes Colmenares (Caracas, 5 de febrero de 1964) es un contador, administrador, perito avaluador, político, pintor y escritor venezolano.

## Biografía

### Familia y estudios
Tercero de seis hermanos, sus padres son Inés Margarita Colmenares y César Augusto Reyes. Está casado con Yelitza Pérez Daal y es padre de dos hijos: Yetsire Gabriela Reyes y Yerson Ramses Reyes. 
Cursó estudios en la escuela nacional “Dr. Francisco Mendoza” en la parroquia de Caracas, su bachillerato lo realizó en el Instituto Combinado “25 de Julio” de la misma ciudad. 

### Activismo político
Desde la edad de 12 años comienza su activismo político y se destaca como dirigente del centro de estudiantes del Liceo “25 de Julio”. Durante esos años comienza a ser militante estudiantil del Comité de Luchas Populares (CLP), organización que en ese entonces fungía como brazo legal del partido Bandera Roja, y de la cual se separa con severas críticas a su dirigencia. Posteriormente ingresa, a través de Iván Maestre (el Gocho), al Partido de la Revolución Venezolana – Ruptura (PRV -Ruptura). sobre él ejerce gran influencia formativa ideológica Kléber Ramírez Rojas.
En 1981 formó parte del Comité Coordinador de los Estudiantes de Caracas, un espacio que reunía en su seno a los estudiantes de educación media de la ciudad capital y que lideró muchas de las protestas estudiantiles del mismo año, motivadas principalmente por el alza de pasaje, contra la reducción del número de reparaciones de materias estudiantiles y el alto costo de la vida.
En el año 1981 se incorpora a la Federación Regional de Educación Media (FREM), institución que agrupaba a 197 centros de estudiantes en liceos de las ciudades de Caracas, La Guaira, Guarenas, Guatire, Los Teques, Valles del Tuy y Valencia, instancia de articulación para liderizar las protestas estudiantiles de comienzos de los años 80; participa en el Comités de Bachilleres Sin Cupo de la UCV, lo que desencadenó su persecución política por esta iniciativa, que incluyó allanamientos y detenciones de dirigentes populares de todo el país, y culminó al tomar como excusa el estallido social de la ciudad de Mérida originado por la muerte del Estudiante de la ULA Carvallo Cantor, para detener a distintos dirigentes de esa iniciativa, donde fuera encarcelado Félix Jesús Velásquez, quien fuera torturado y sometido a juicio, terminando condenado como preso político, por los sucesos antes mencionados, participa y motoriza la presión popular, para lograr la libertad que le otorgarán el beneficio procesal de libertad por sometimiento a juicio al camarada preso.
En los 1986 al 1988, participa en la iniciativa de los "Encuentros Cimarrón", donde se agrupaban distintos movimiento popular a nivel nacional, con la finalidad de promover acciones articuladoras a nivel nacional, esta iniciativa era dirigida por Carlos Lanz Rodríguez y Félix Jesús Velásquez. 
Mantiene un rol muy crítico ante, durante y después de la rebelión popular del 27 y 28 de febrero de 1989, que fuera bautizado como el Caracazo, ese día “… estalló la ira popular, la rebelión del hambre la llámanos entonces en un trabajo periodístico. Se desbordó lo acumulado en el quinquenio anterior cargado de sufrimiento e injusticias, pero también lo que por decenas de años se había sedimentado: las desigualdades sociales, la carencia de derechos, la ausencia de democracia real y efectiva”.
A finales de 1991 se incorpora a las “Asambleas de los Barrios” un “…movimiento de masas que fue construyéndose a raíz del levantamiento y genocidio del 27 F., llegó a su mejor momento hacia finales del 91, encontrando, por lo menos en caracas, sus primeras formas de expresión…” participa activamente junto a otros luchadores populares en distintas iniciativas de movilización y agitación política en “… el 91 se produjo más de mil hechos callejeros y la protesta mezclaba reivindicaciones sociales con políticas como el medio pasaje estudiantil, conjurar la intención de privatizar la educación y otras. Octubre, noviembre y diciembre fueron meses que descompusieron el cuadro político e hicieron tambalear el régimen reduciendo mas su base política…”
En el año 1992 participa activamente junto al Kléber Ramírez Rojas, Roland Denis, Iván Maestre, Eduardo Arcano entre otros en la articulación del movimiento popular con miras a su participación en la rebelión del 4 de febrero del mismo año.
Posterior al fracaso de la toma del poder por la vía armada se dedica de lleno a la articulación del movimiento popular: 
“En el año 92 a los que veníamos impulsando las Asambleas de los Barrios no llegó un importantísimo documento de Kleber que fue intitulado “Algunos peligros en el movimiento popular” el cual señalaba: En toda acción humana se corren riesgos y peligros, por lo tanto, definirlos no es un acto de pesimismo… Sino de optimismo alerta para impedir sus negativas consecuencias.
El riesgo general sería la derrota del movimiento, por lo cual debemos precisar, según el momento, los peligros fundamentales que se vayan presentando para conjurarlos y avanzar seguros por nuestra victoria…
El objetivo fundamental para esta primera etapa consiste en la renuncia del presidente Pérez y en el establecimiento de un Gobierno de Emergencia Nacional,… Sin obstaculizar su posible amplitud,… con tal de que en su conformación esté el comandante Chávez…Este Gobierno de Emergencia Nacional, se abocará a preparar las condiciones para convocar una constituyente verdaderamente democrática;…por lo tanto, siendo la amplitud ideológica una gran conquista democrática, no se perderá en la lucha por los objetivos inmediatos trazados…”
En el año 1993 crea Corrientes Revolucionarias Venezolanas (CRV) como una organización social, a finales de ese mismo año junto a Isaías Castrillo, Marco Ford, Wilfredo Vázquez, entre otros , promueve y fundan a la Coordinadora Cultural “Alí Primera” que hacia vida cultural y política principalmente en el sector lidice y manicomio de la parroquia la pastora. 
Participa el 19 de abril de 1997 en Valencia. En una asamblea extraordinaria, que se llevó a cabo, donde por unanimidad se acordó "ir a las elecciones del 98, sin que el movimiento se desactivara. Por el contrario, se decidió que el MBR-200 conservara su propio nombre, su perfil no partidista y sus proyectos estratégicos imperecederos --decisión que hasta los actuales momentos no ha sido derogada."
Se incorpora y es miembro fundador del Movimiento V República (MVR) donde ejerce el cargo de coordinador Zonal, Funda y coordina junto a Reinaldo García, Gustavo León, entre otros el Equipo Promotor “Antonio José de Sucre” del MVR en la Parroquia La Pastora.
En el año 1998, se incorpora y es miembro fundador del bloque unitario del Movimiento V República (MVR). 
Ese mismo año participa en el antiguo Teatro Junín de Caracas en la primera Asamblea Constituyente de las Parroquias. “Esta iniciativa contó con la presencia de cuadros muy valiosos dentro del Movimiento Popular como: Carlos Escarrá Malavé, Roland Denis, Anaïs Arismendi, Yadira Córdoba, para señalar a algunos de los participantes en tan bello esfuerzo, recuerdo que es desde esa apertura de discusión ideológica y conceptual que se logró desde hace ya un buen tiempo atrás, hablar de implementar más que una asamblea constituyente (meramente jurídica), el “PROCESO POPULAR CONSTITUYENTE” incluso algunos decían que podían ser ambas, trabajando en paralelo, para saciar el apetito burocráticos de algunos que ya querían “Cargos” y “Poder”. El “Proceso Popular Constituyente”, cuya temporalidad rebasaba por entero la rigidez que como requisito jurídico debía soportar la “Asamblea Nacional Constituyente” desde mi óptica era ideal, nuestra iniciativa considero era más preñado de pueblo, más popular. Además en cuanto al espacio y participación el “Proceso Popular Constituyente”, era sin lugar a duda un espacio infinitamente más amplio y pleno de vida que el templo sagrado del parlamento. Nuestra Revolución debía ser protagonizada por un pueblo que se convirtiera de manera permanente en una fuerza constituyente de nuevo orden, nueva sociedad, nueva vida. “ desde el comienzo de 1988 hasta la realización de la convocatoria a Asamblea nacional constituyente; realiza y participa en diversas discusiones y foro promoviendo la misma.
A finales del año 1999. Junto a otros miembros; Francisco Sucre, Miriam Monasterio, Luis Rodríguez, Félix Jesús Velásquez entre otros deciden constituir a Corrientes Revolucionarias Venezolanas (CRV) como partido político, siendo designado Secretario General Nacional del mismo.
En el año 2000 realiza el primer ensayo de inscripción electoral, y es durante los años 2003 - 2004 que se logra cristalizar la misma en algunas regiones, convirtiéndose a finales del 2004 en partido regional. 
En el año 2005, junto a Lina Ron participa como miembro fundador de la Unidad Popular Venezolana (UPV) a finales del mismo año se separa de esta iniciativa, y logra reunir la cantidad de estados requeridos para que CRV lograra alcanzar la reconversión a partido Nacional. Ese mismo año participa en las elecciones para el parlamento, siendo, electo como diputado a la Asamblea Nacional por el estado Bolívar, para el periodo 2006 al 2011.
En la actualidad participa en la Unidad del Poder Popular (UPP) y funge de secretario general nacional del partido de izquierda Corrientes Revolucionarias Venezolanas (CRV).

### Ensayos Literarios
El inicio de Ramses augusto Reyes en la escritura está asociado a su actividad política. Junto a sus compañeros de estudios durante su paso por la educación media realizando una  revistas de circulación mensual llamada “Revista de Protesta” la cual denunciaba la situación imperante de caos, torturas y desapariciones en el sector estudiantil. Esta revista tuvo una circulación irregular durante los años 80 por ser de carácter clandestina.
Participa en distintas publicaciones durante los años 90, en 1997 escribe su primer ensayo literario “ALGO MAS QUE RELEXIONES POLITICAS”  en diciembre de 1999 publica “PRINCIPIOS POLITICOS” serie de la revolución Nro. 1, en el año 2000 sale la publicación “PODER CONTITUYENTE” serie de la revolución Nro. 2 para finales del 2.001 surge  “PRINCIPIOS ORGANIZATIVOS” serie de la revolución Nro. 3, en 2.007 se publica “COSTRUYENDO PODER POPULAR”  con un edición de 1.500 ejemplares, en 2.009 “PODER POPULAR” Construcción Y Consolidación En La Venezuela Del Siglo XXI” Con una circulación de 2.500 ejemplares, en 2013 publica el libro “SOCIALISMO DEL SIGLO XXI” Dinámica sociopolítica de un proceso  en Venezuela. Con una circulación de 3.000 ejemplares, en 2014 se publica “DOCTRINA POLITICA  E IDEOLOGICA DE SOCIALISMO BOLIVARIANO” con una circulación de 5.000 ejemplares, en 2019 se publica su primera Novela “ESPEJISMO O UTOPIA” como publicación digital, cabe destacar que todas sus publicaciones no tiene ningún carácter comercial y es de distribución totalmente gratuita.
Para RAMSES REYES “escribir es una excusa, un medio, para encontrarse con otra gente con una pasión en común y compartir cosas.” Señala que “La única forma de apoderarnos hondamente de los seres, de las cosas y de los ambientes que usamos, es volviendo a ellos por el recuerdo, o inventándolos, al darles un nombre, un espacio y una razón. 
Yo dejo que las ideas me salgan. Pero esto es así porque no le quiero quitar el carácter artesanal, de pasatiempo y de diversión que tiene para mí. Entonces, cuánto más lo profesionalice, menos me va a gustar. Más se aleja de mi objetivo inicial, que es ponerme a contar cosas. Cuando se me ocurre una idea, la pienso y la tengo en la cabeza por un tiempo hasta que creo que puede bajarse a papel. Hay cuentos que puedo tenerlos dos, tres años. Solo los escribo cuando me convence un arranque posible, un desarrollo y lo más complicado; el remate del mismo.”